# Boca Encumeada

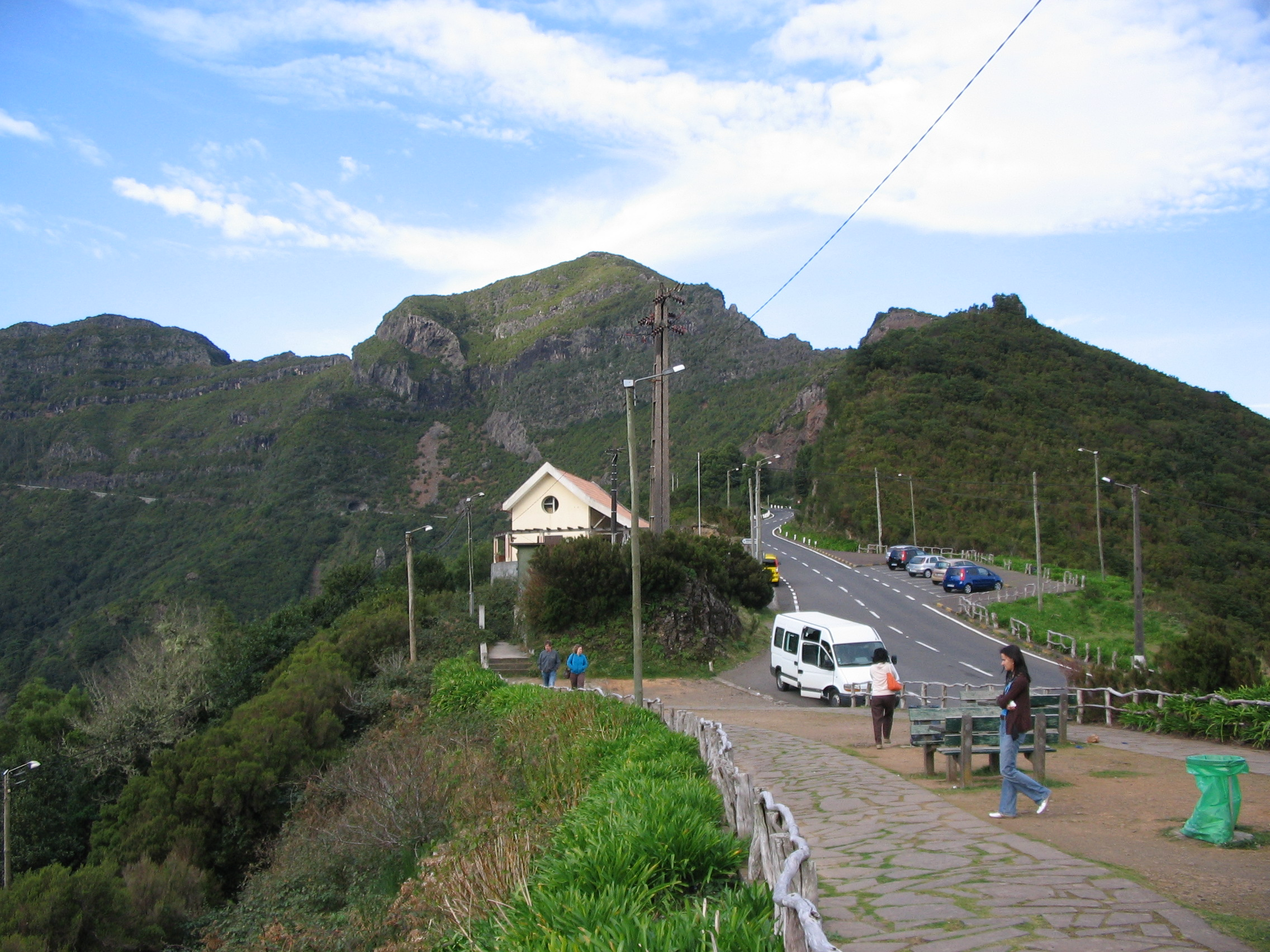
A Boca Encumeada hágó és a Paúl da Serra felé vezető út, háttérben a Rocha Negra csúccsal (1299 m)

A Boca Encumeada (Boca da Encumeada) a Madeira szigetén hosszában végighúzódó vízválasztó gerinc legfontosabb hágója. Ezen kel át a sziget déli partját (Ribeira Brava várost Serra de Água falun át az északi parton fekvő São Vicentével összekötő, ER 228 jelű út, ami az 1960-as évekig az északi és a déli part egyetlen közúti kapcsolata volt.

## Közlekedési csomópont
Miután Portugália belépett az EU-ba, uniós pénzekből jelentősen korszerűsítették a sziget közlekedését, ekképpen a 228-as út magashegyi, szerpentinező szakaszát az új, ER 104 úttal váltották ki. Ez Serra de Água Achada nevű településrészétől alagútban halad át a hegylánc alatt, és São Vicente fölső végében, a Nossa Senhora do Rosário kápolnától nem messze bukkan elő. Ezzel a hágó elvesztette régi jelentőségét, de az északi partra induló turistabuszok továbbra is itt haladnak át.
További jelentőséget ad a helynek, hogy innen indul nyugat felé a Paúl da Serra fennsíkján át Porto Monizba vezető, ER 110 jelzésű út.

## Látvánivalók
A hágót az teszi igazán érdekessé, hogy tőle észak és dél felé is viszonylag egyenes völgy (a Ribeira de São Vicente, illetve a Ribeira da Serra de Água, alsó szakaszán Ribeira Brava) vezet a tengerig; ezért a hágóról jó időben mindkét tengerpart látható. Emellett jó kilátás nyílik a Serra de Água fölött emelkedő Fűszer-hegyre (Pico das Furnas, 917 m). A hágóról több fontos turistaút is indul:
- kelet felé nagyjából a vízválasztó gerinc vonalán a sziget legmagasabb pontjára, a Pico Ruivo csúcsra (1862 m);
- kelet, majd a Pico das Torrinhas csúcstól dél felé Curral das Freirashoz és onnan tovább délnek,
- kelet, majd a Pico Jorge csúcstól dél felé Câmara de Lobos városka Estreito de Câmara de Lobos külvárosáig,
- kelet, majd a Pico das Torrinhas csúcstól észak felé Lombo do Urzal majorságig, az ER 107 út végpontjához,
- nyugat felé, a Paúl da Serra fennsík déli, illetve északi peremére.

Nem sokkal a hágó alatt két vendégfogadó is várja a turistákat panorámaterasszal és helyi étel-italválasztékkal.